# Île de Buci
L’île de Buci, Bussy ou de Bussi est une ancienne  île de la Seine, à Paris.

## Emplacement
Elle était située au nord de l’Île aux Juifs, séparée d’elle par un étroit canal. Elle occupait l’extrémité ouest, actuelle, du quai de l'Horloge et de la place Dauphine. 

## Origine
Elle doit son nom au moulin à vent de Buci.

## Autres appellations
- Île du passeur.
- Île aux vaches.
- Île-au-Bureau, d’un dénommé Hugues Bureau, propriétaire.
- Île-aux-Treilles (peut-être confondue avec l’Île-aux-Juifs).

## Histoire
Selon Sauval, les religieux de l’abbaye  de Saint-Germain-des-Prés ont loué l’île à Gilles Morin afin d’y bâtir un moulin à vent.  
L’île servit de point d’appui à la construction du pont  Neuf.

## Autre emplacement
Jaillot trouve une île de Bucy vis-à-vis d’Issy et du port de Javel. Dans une sentence de 1529, il lit « Isle de Bucy » ou « le pressouer aux Vaches » qui a pu être corrompu en « passeur aux Vaches ».

## Sources
- Jacques-Antoine Dulaure, Histoire physique, civile et morale de Paris, Édition Furne et Cie, tome 2, page 365.
- Alfred Fierro, Histoire et dictionnaire des 300 moulins de Paris, Parigramme, 1999.